# バイルシュタイン (ハイルブロン郡)
バイルシュタイン (ドイツ語: Beilstein, ドイツ語発音: [ˈba‿ilʃta‿in]) は、ドイツ連邦共和国バーデン＝ヴュルテンベルク州ハイルブロン郡に属す小都市。レーヴェンシュタイン山地の麓に位置する。

## 地理

### 位置
バイルシュタインはハイルブロン郡の南部、ネッカー盆地の周縁部に位置する。ボットバール川の支流であるゼールバッハ川が町の中を流れている。バイルシュタインはボットヴァール川に面しているわけではなく、川が町域の端を流れているだけなのだが、バイルシュタインの大部分がボットヴァール渓谷に分類される。町境の主要部分はレーヴェンシュタイン山地が担っている。東側はラウター川が流れる。

### 隣接する市町村
バイルシュタインに隣接する市町村は、南から時計回りに、オーバーシュテンフェルト、グロースボットヴァール（ともにルートヴィヒスブルク郡）、イルスフェルト、アプシュタット、ラウフェン・アム・ネッカー（飛び地 シュタットヴァルト・エッツレンスヴェンデン）、レーヴェンシュタイン（ここまでハイルブロン郡）、シュピーゲルベルク（レムス＝ムル郡）である。飛び地のファルナースベルク地区は、北をウンターグルッペンバッハ、南をラウフェンの飛び地シュタットヴァルト・エッツレンスヴェンデンにはさまれている。バイルシュタインはアプシュタット、イルスフェルト、ウンターグルッペンバッハとともに、イルスフェルトに本部を置く自治体行政連合「ショツァハ＝ボットヴァールタール」を形成する。

### 市の構成
バイルシュタインは、バイルシュタイン地区の他11市区、ビレンスバッハ、エッツレンスヴェンデン、ファルナースベルク、ガーゲルンベルク、イェッテンベルク、カイザースバッハ、クリンゲン、マート、シュミットハウゼン、ゼールバッハ、シュトックスベルクからなる。この他、居住地ノイミューレ、オベーレ、ウンテーレ・エールミューレがある。
エッツレンスヴェンデン、ファルナースベルクおよびシュトックスベルクは、歴史的にバイルシュタインに属す集落で、1931年に分離解散するまでは同じ町の一部であった。シュトックベルカー狩猟小屋がある標高538.9mのシュトックベルク山の山頂およびこの山の北斜面から東斜面にある同名の集落は、元々バイルシュタインには属していなかった。シュミットハウゼンは旧来は独立した町であったが、1971年1月15日から1971年7月1日までの市町村再編の取り決めに基づき合併した。旧自治体としてのシュミットハウゼンには、ビレンスバッハ、ガーゲルンベルク、イェッテンバッハ、カイザースバッハ、クリンゲン、マートの集落が含まれていた。

## 歴史

### 中世盛期、市の成立

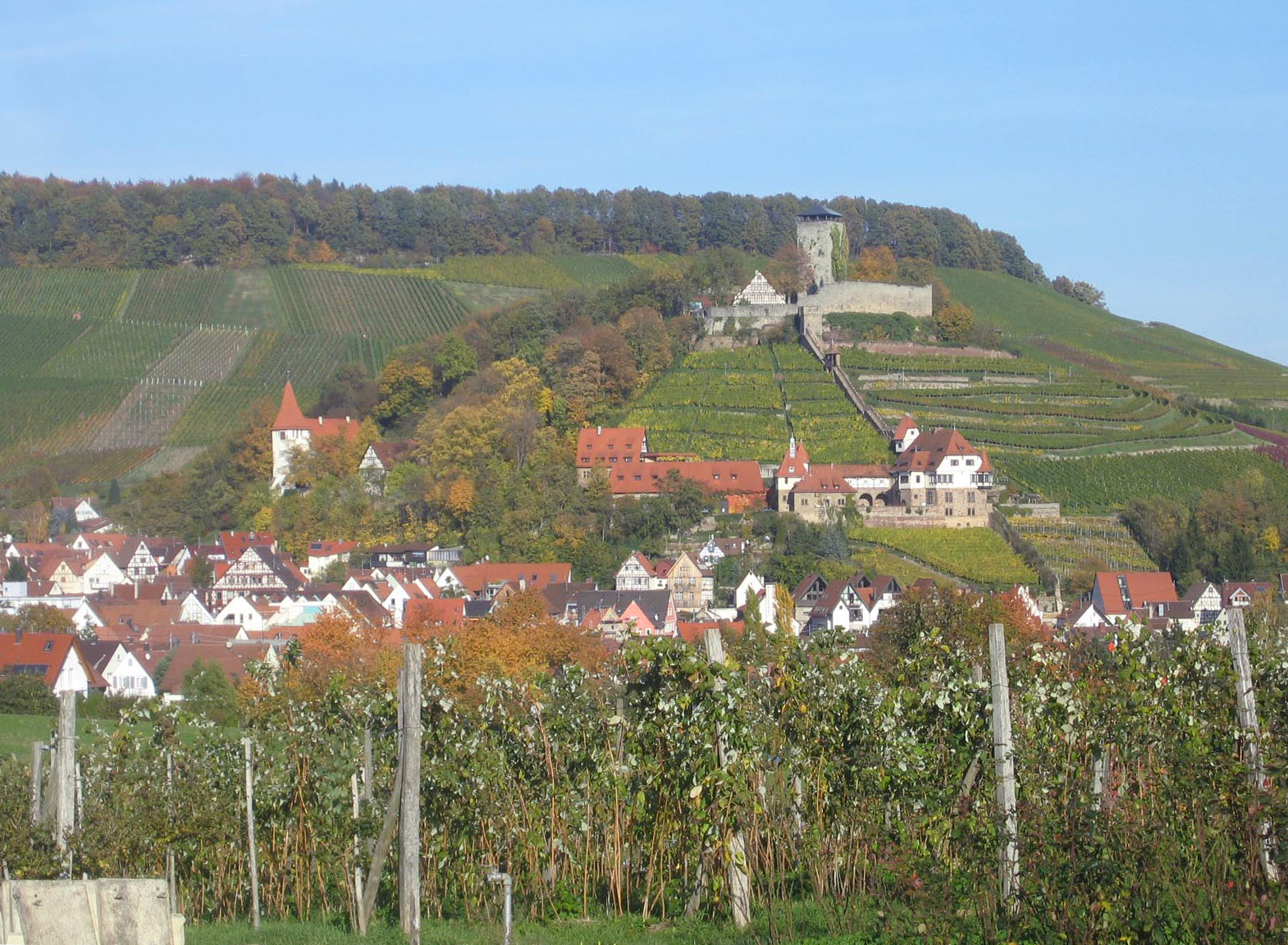
ホーエンバイルシュタイン城とバイルシュタインの町並み

現存する史料から、バイルシュタイン市は、中世盛期にホーエンバイルシュタイン城の麓に発展した。この城は1070年から1080年頃に建設され、1200年頃に主塔と円形防壁が築かれた。1150年頃、ディーテリヒ・フォン・ビルシュタインという名が記録されている。この城主は、おそらくヴァイヒンゲン伯やレーヴェンシュタイン伯と血縁関係にあると推測される。この家が断絶した後、その所領はバーデン辺境伯領となった。バイルシュタインの村は、1245年の文書で初めて言及され、おそらく1250年から1288年のバーデン辺境伯ルドルフ1世の時代に市に昇格した。1304年に、初めて「Stadt（市）」として記録され、ヴュルテンベルク伯エーバーハルト1世の所領となった。その後ヴュルテンベルク伯からアシュペルク伯に移譲されたが、1340年にヴュルテンベルク領に戻っている。ヴュルテンベルク伯ウルリヒ4世およびエーバーハルト2世（2人は兄弟で共同統治を行った）は、1361年にこの市を皇帝カール4世に献上し、ボヘミア王からのレーエンとして改めて授与された。この後18世紀末まで、このレーエンは、皇帝が替わったり、ヴュルテンベルク伯（あるいは公）が代替わりする度毎に新たに授与されることが繰り返された。また、15世紀後半まで、たびたび担保にされたりもしている。
市壁は、13世紀の終わりか、14世紀の初めに建設された。15世紀後半にヴュルテンベルクの国境防衛施設として Württembergische Landgraben（ヴュルテンベルクの堀）が建設された。この施設は、バイルシュタインから北西に約31kmのグロースガルタハ（現在はラインガルテン内の地区）近くにまで延びている。16世紀の初めにバイルシュタインは行政都市となり、城にはその時々の代官所が置かれた。
1534年から1535年には、ヴュルテンベルクの他の都市と同様にバイルシュタインにも宗教改革がもたらされた。それからわずかに遅れて1540年にはラテン語学校がこの都市に創立された。

### 三十年戦争
カトリックとプロテスタントの間で戦われた三十年戦争は、戦闘行為だけでなく、疾病、疫病、飢饉、凶作や物価高騰によっても、人々に多大な犠牲を強いた。1622年、バイルシュタインの近くで最初の決定的な対決となったヴィンプフェンの戦いが行われた。
最初の災厄は、1623年1月、ヴァイマル軍の行軍の際、兵士や馬の宿舎の提供を強いられ、大きな損害を被ったことであった。シュトゥットガルトの公領書記局はこれを重大な事件と記録しているにもかかわらず、宿営を阻止するような対抗措置は執られなかった。それ以上にひどかったのは、バイエルン軍がハイルブロンやシュヴェービッシュ・ハルに至る通商路を占領したことで、このために凶作で必要となった穀物の購入が行えなかったことであった。1628年にヴュルテンベルクのヴァレンシュタイン軍が侵攻してきたことで、さらなる宿舎の提供と戦費負担が強要され、さらに1629年には野盗化した兵士らが65シェッフェル（シェッフェルは時代や地域により、1シェッフェル30Lから300Lまで変動する）の穀物を奪った。
1634年9月6日、ネルトリンゲンの戦いで、ヴュルテンベルク公が味方についたスウェーデン側は、事実上壊滅的な敗北を喫した。エーバーハルト3世はストラスブールへ逃れ、勝利した皇帝軍は近隣の都市や村を襲い、強奪し、時に焼き討ちした。食品の価格高騰、飢餓、ペストに新たにみまわれた。傷病兵の保護（1635年6月から11月）、シュトゥットガルトに設けられた皇帝の戦費調達局への毎月の軍税（戦時特別税）支払い、戦地病院の建設（1636年夏）、さらなる宿舎提供（1635年12月から1636年4月および1638年）、傭兵隊長マンヴァルターの冬の宿営（1637年冬）、1634年から1638年の間に74,000グルデン以上に相当する負担を強いられた。バイルシュタインの人口は、1622年には1,620人いたのだが、その後急激に減少し、かつて129軒あった家のうち、1641年に住める状態にあったのはわずか39軒であった。
しかし、4年後の1638年に、ヴュルテンベルク領の占領地域が皇帝からエーバーハルト3世公に返還され、これによりバイルシュタインおよび周辺地域の村とその住民は、戦勝国による恐怖政治から解放され、戦争への恨み言は消え、戦争負荷の軛から放たれた。ヴュルテンベルクからの再度の宿舎提供命令に対して代官、市長および裁判所が書いた1639年12月24日付けのヴュルテンベルク宮廷に宛てた嘆願書には、惨状を綴られている。1640年から訪れた平穏は、しかし、1642年にフランスがスウェーデンに荷担したことで再び破られた。
1648年のヴェストファーレン条約の締結により、20年以上もの間被ってきた労苦からやっと開放され、人々は破壊された街や村の再建に着手し、耕地やブドウ畑の再整備に取り組んだ。1641年にはわずか39軒であった住居可能な住宅は、1655年には117件にまで復興した。

### プファルツ継承戦争
プファルツ継承戦争では、1688年からたびたびフランス軍がヴュルテンベルク領に侵攻した。フランス軍の最初の侵入は、1688年で、この時はラウフェン・アム・ネッカー付近まで攻め込んだが、ヴュルテンベルク軍により領外まで押し戻された。1693年夏の侵攻の際は、7月18日にマールバッハが焼かれ、グロースボットヴァール、オーバーシュテンフェルト、バイルシュタイン、アウエンシュタインまで攻撃を受けた。バイルシュタインは、そのほぼ全域が焼失した。105軒の住居、30棟の倉庫、行政の建物やワイン製造所が被害を受けた。町はこの後30年の間に、1693年12月1日に建築家マティアス・ヴァイスが定めたヴュルテンベルクの建築法に応じて再建された。現在の街の中心部の姿は、事実上この時に形成された。

### 19世紀

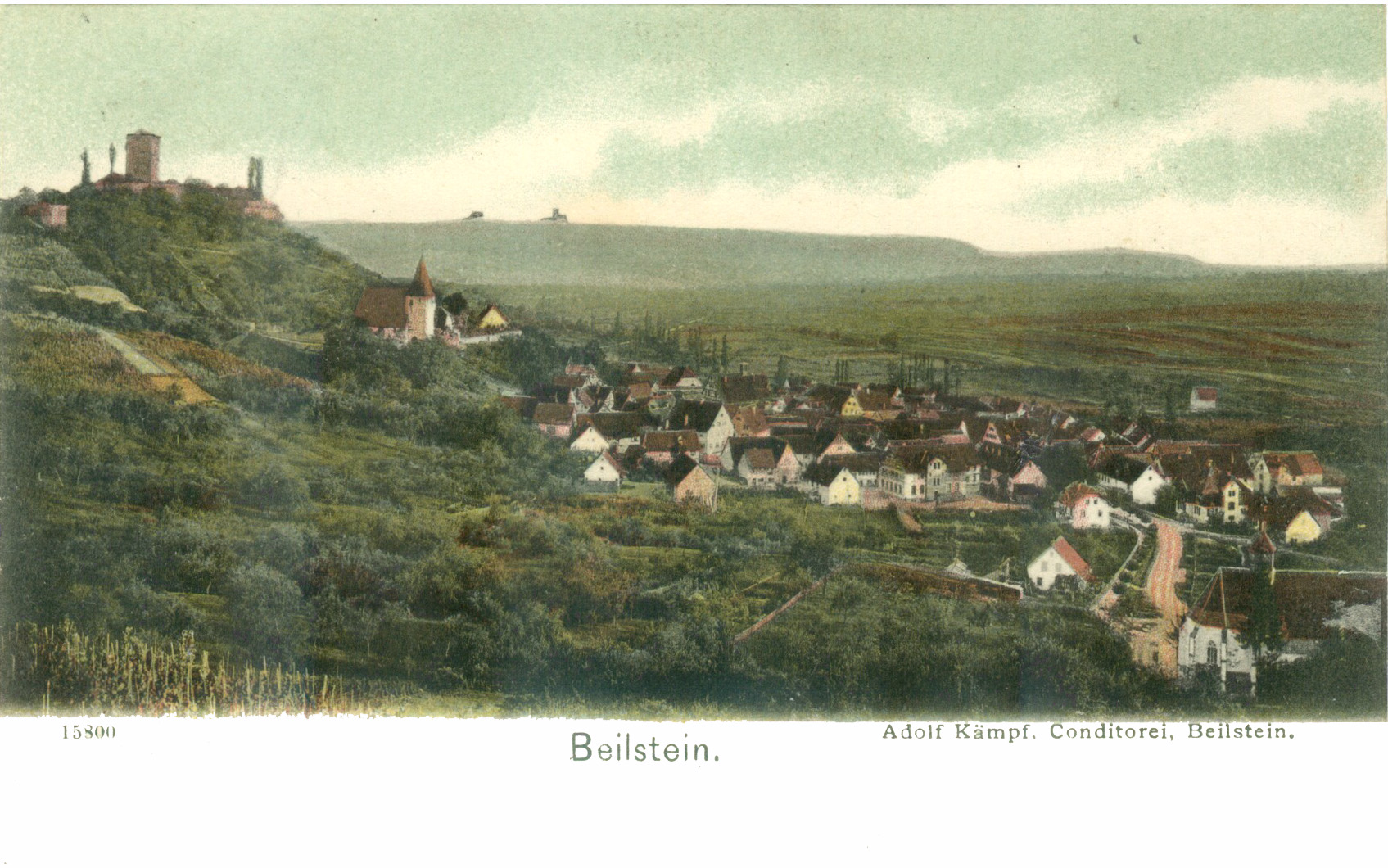
1900年頃の絵はがき

1803年から1806年のヴュルテンベルク行政改革の時代にオーバーアムト・バイルシュタインが設けられた（オーバーアムトは、上級地方行政区分）。このオーバーアムトは1810年には早くも解消され、バイルシュタインは、その管轄自治体の多くと共にオーバーアムト・マールバッハに編入され、1938年にはさらにハイルブロン郡の所属となった。1840年頃、市門の撤去が始まり、市街が中世の市域を越えて拡大した。1848年に郵便システムが試験導入された。貧しい状態にありながらも、1859年から1869年の間に400人の住民が帰還した。
ボットヴァールタール鉄道の建設は、1894年にイルスフェルト - バイルシュタイン間が開通し、1900年にハイルブロンまでの残り区間が接続した。この鉄道による沿線町村の発展が期待されたが、工業進出は期待に反して進まなかった。それでも1907年から1908年にかけて公共の水道が設けられ、1911年にはバイヒンゲン＝プライデルスハイム発電所からの電力供給が始まった。

### 国家社会主義の時代
他の町と同様に、1933年以後はバイルシュタインでも、政治上あるいは社会生活上の統制が執行された。バイルシュタインには、当時、ユダヤ人がいなかったため、ユダヤ人排斥の暴力行為はなかった。1933年から1937年までバイルシュタインには、様々な国防上の組織が置かれた。1935年7月12日に新兵の査閲機関が設けられ、1933年から1944年までは国防軍に提供される軍馬や牛の検査機関も置かれていた。1934年8月からは地区防空責任者が定められ、1936年2月半ばからは灯火管制訓練が始まった。1939年の開戦後には、フランス人やポーランド人の戦争捕虜がバイルシュタインのゲストハウスに収容された。
1944年までバイルシュタインには戦争被害は、ほとんどなかった。わずかな物的被害を伴う戦闘爆撃機の攻撃が3回あっただけだった。1944年2月から1945年4月までの間に、さらに6回の攻撃があり、あわせて死者6名、負傷者6名、家屋の損傷6軒の被害を受けた。
1945年3月、前線がバイルシュタイン近くに動いてきたため、バイルシュタインにドイツ軍が駐在するようになった。1945年4月2日に応急救護所が設けられたが、早くも4月14日にはクラインボットヴァールに移された。その代わり、防衛軍部隊がバイルシュタインに移動してきた。このため、1945年4月16日午後の空爆の目標とされた。この攻撃により、エンテン通りからバーンホーフ通りのほぼ全域（町全体の約40%にあたる）が破壊され、バイルシュタインは周辺地域で最も甚大な被害を受けた町になった。その夜は、鎮火しなければならない火元が数多くあり、モーター式消化器が2台しかなかった市の消防隊は、大変な苦労に直面した。
4月16日、アメリカ軍のフォーレンベルク、ヘルフェンベルク、アマリーエンホーフからバイルシュタインを包囲する「5本の指」作戦にドイツ軍が抵抗を見せた。このため、両軍に数名の死者がでた。ドイツ軍はこの戦闘で有利な場所を確保した。1945年4月19日の朝、アメリカ軍の戦車が、聖アンナ教会付近に敷設された戦車防衛陣を突破して　バイルシュタインに突入した。ドイツ砲兵隊の発砲で、民間人3名が犠牲になった。バイルシュタインの戦闘は1日中続いた。

### 現代
第二次世界大戦の痕跡は1955年頃まで残った。その後、町は新たな成長を始めた。1956年から1971年の間に多くの新興住宅地が設けられ、約280軒の住宅が新築され、400人以上が入居した。1970年以後も人口増加は続いた。この町は、ハイルブロン、ルートヴィヒスブルク、あるいはシュトゥットガルトへの通勤者にとって都合の良い場所にあったからである。1980年頃までに大規模な再開発地域が指定された。こうした新興住宅地の整備でなおざりにされていた市の中心部に対する近代化プログラムが1975年に採択され、1982年には大規模な改造計画が決定された。

## 行政

### 市議会
バイルシュタインの市議会は19議席からなり、これに議長を務める市長が加わる。

### 紋章と旗
図柄: 赤地に銀の六角形の石。辺一つおきに打ち込まれた銀の先が尖ったハンマー (="Beil")。市の色は白 - 赤である。
17世紀中頃までバイルシュタインの印章には、尖ったハンマーが一本だけ描かれていた。1538年頃から、現在描かれているような六角形あるいは三角形の石が加わり始め、1652年から市の印章にもこの形が用いられるようになった。1693年から1788年までは天使が紋章を持っている形の物も用いられた。バイルシュタインの議会は、1930年2月5日に現在の紋章を最終的に採択した。

### 友好都市
- ポントー・コンボー（フランス、セーヌ＝エ＝マルヌ県）

## 文化と見所
バイルシュタインは、見所が多いヴュルテンベルク・ワイン街道沿いに位置している。

### 建築

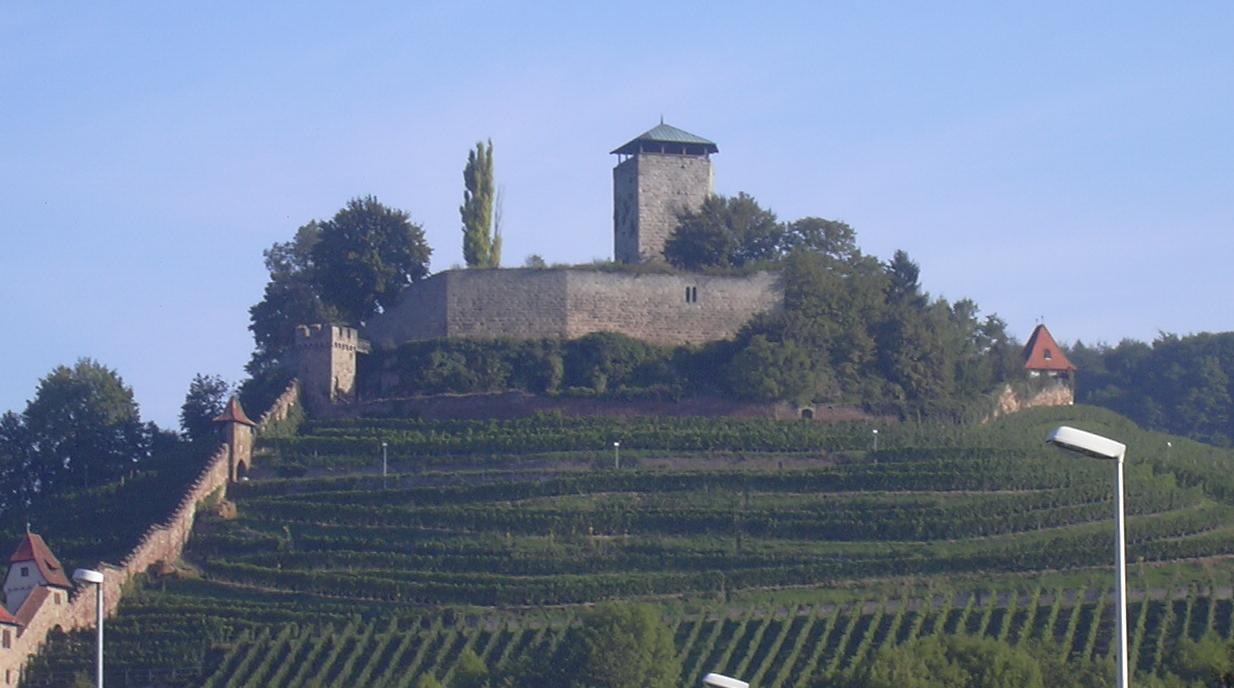
ホーエンバイルシュタイン城

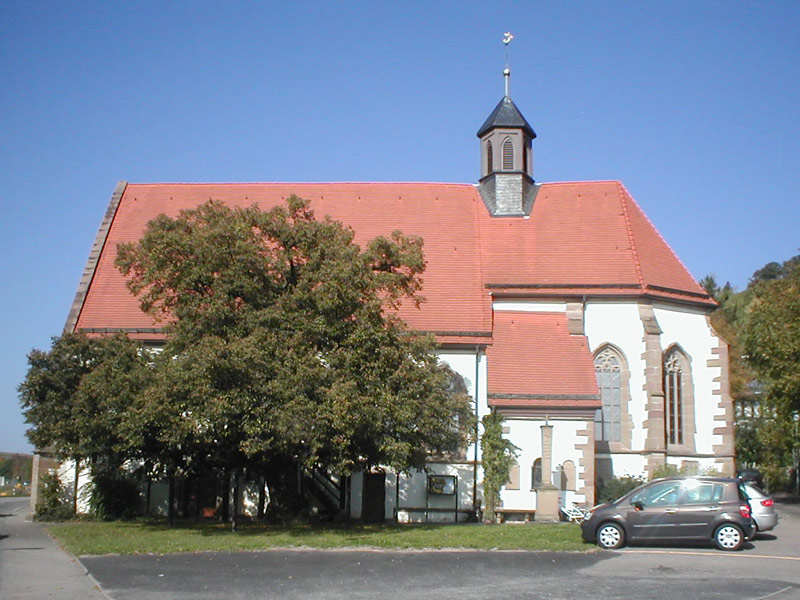
聖アンナ教会

バイルシュタインの高台に、11世紀に建設されたホーエンバイルシュタイン城がある。この城は16世紀にはすでに廃墟となっていた。遺跡は19世紀に保護されるようになった。城には現在、城趾レストランと鷹の飼育舎がある。
城と街のほぼ中間にウンテーレ・シュロス（下の城）がある。これは、1577年に建設されたが1697年に破壊され、ほとんど原形を留めていなかった役所跡に、1907年頃に商業顧問官ロベルト・フォルメラーが建設したものである。下の城は、1960年以降はプロテスタント地方教会の会議施設として用いられている。城の近くには、城内ワイン製造所がある。
やはり城と街の中間にあるマグダレーネ教会は、後期ロマン主義時代に建設された教会で、ヴンネンシュタイン家の廟所がある。1805年に教区教会に昇格したが、その後は、野戦病院、弾薬庫、体育館などに使われ荒廃した。1855年にはついに内陣が取り払われた。1955年に教会は隣接する司祭館と共に青年の家に改装された。
市役所はバロック様式の飾り切妻を持つ木組み建築である。1693年に破壊された後、1703年から1710年の間に古い基礎部の上に建設された。市内には1693年以後に再建された建築が他にもある。市役所に隣接する「アルテ・シュミーデ」は、地下のアーチに1694年の日付が遺されている。旧ワイン製造所も、かつて焼失したワイン製造所の広場に面して1698年に建設され、1970年頃までワイン製造に利用された。1980年頃に近代化されてから南面の木組みが露出されている。
聖アンナ教会は、1470年頃におそらく旧ニコラウス礼拝堂の場所に建設され、1800年頃から教区教会となっている。この教会は1988年から1990年に大幅に修復され、ルドルフ・イェーリンによる新しいステンドグラスが備え付けられた。

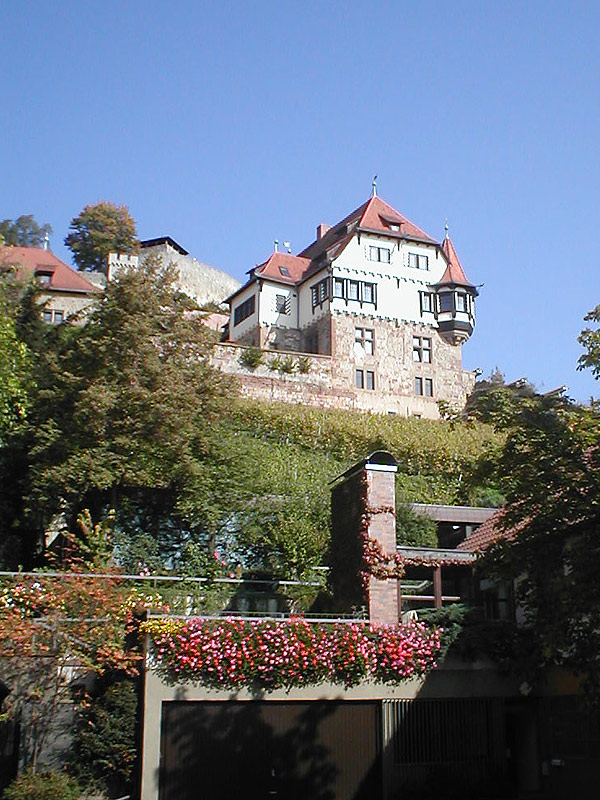
下の城
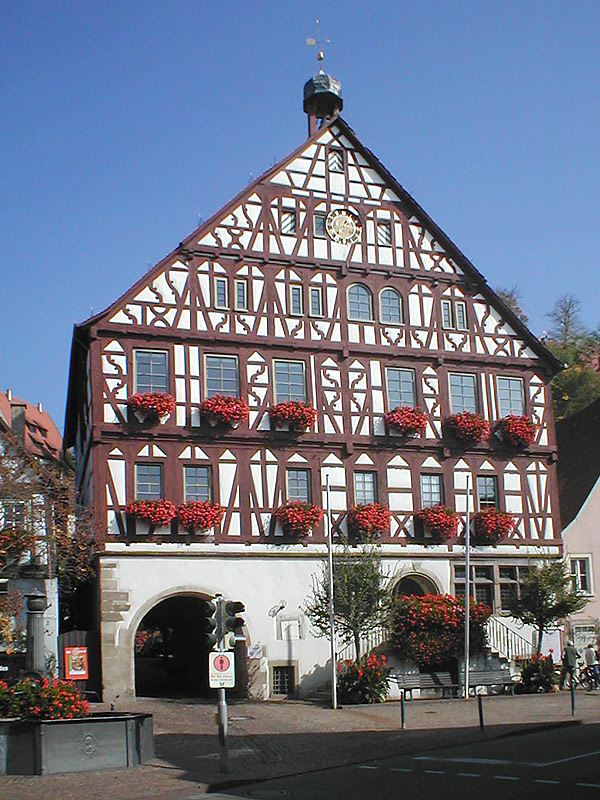
市役所
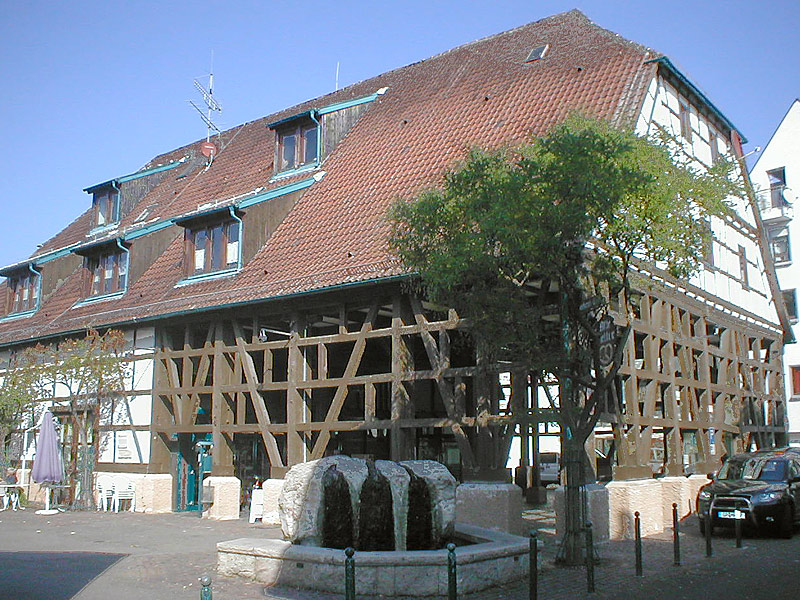
旧ワイン製造所
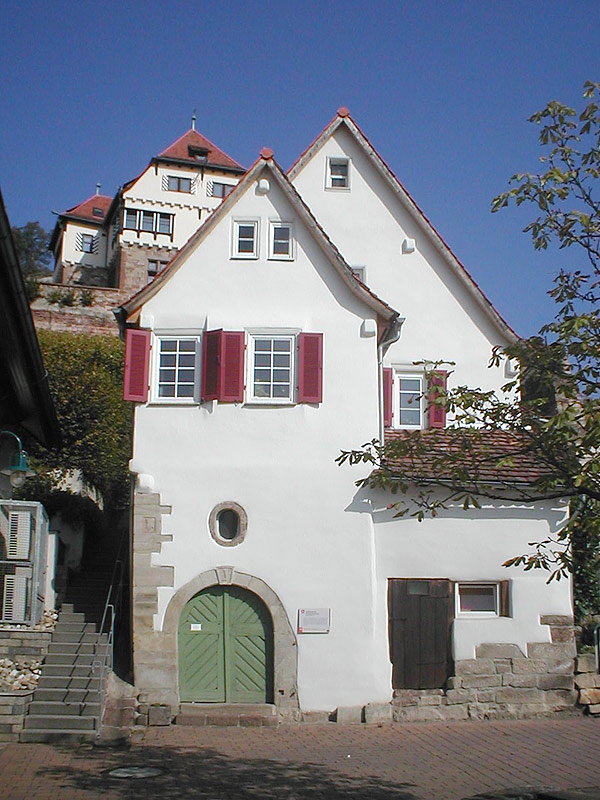
手工業者の館

2004年/2005年から、バイルシュタインと周辺地域に延びる歴史見学周回路が設けられた。小集落や市区には、この他にも歴史的建造物が点在している。さらにビレンスバッハ市区にある近代的なヨハネス教会は、ペーター・ヤーコプ・ショーバー、ルドルフ・イェーリンらのステンドグラスで知られている。

### スポーツと余暇
オベーレス・ボットヴァールタールのOLRGは、オベーレス・ボットヴァールタール・ミネラル屋外プールやバイルシュタイン屋内プールで水泳や水難救助教育を行っている。Sport- und Gesangverein TGV Eintracht Beilsteinでは、ハンドボール、サッカー、その他のスポーツが行われている。このクラブは青年の家の管理も行っている。

### 年中行事
毎年7月20日の次の週末にホーエンバイルシュタイン城の麓で行われるヴァインベルクフェスト（ブドウ山祭）では、バイルシュタインは4日間にわたってワインとスパークリングワインに満たされる。7月に行われる市祭、第1アーベント前の土曜日に行われるアンドレアスマーケット、さらにはボットヴァールタールを走るボットヴァールタール・マラソンなどがある。

## 経済と社会資本

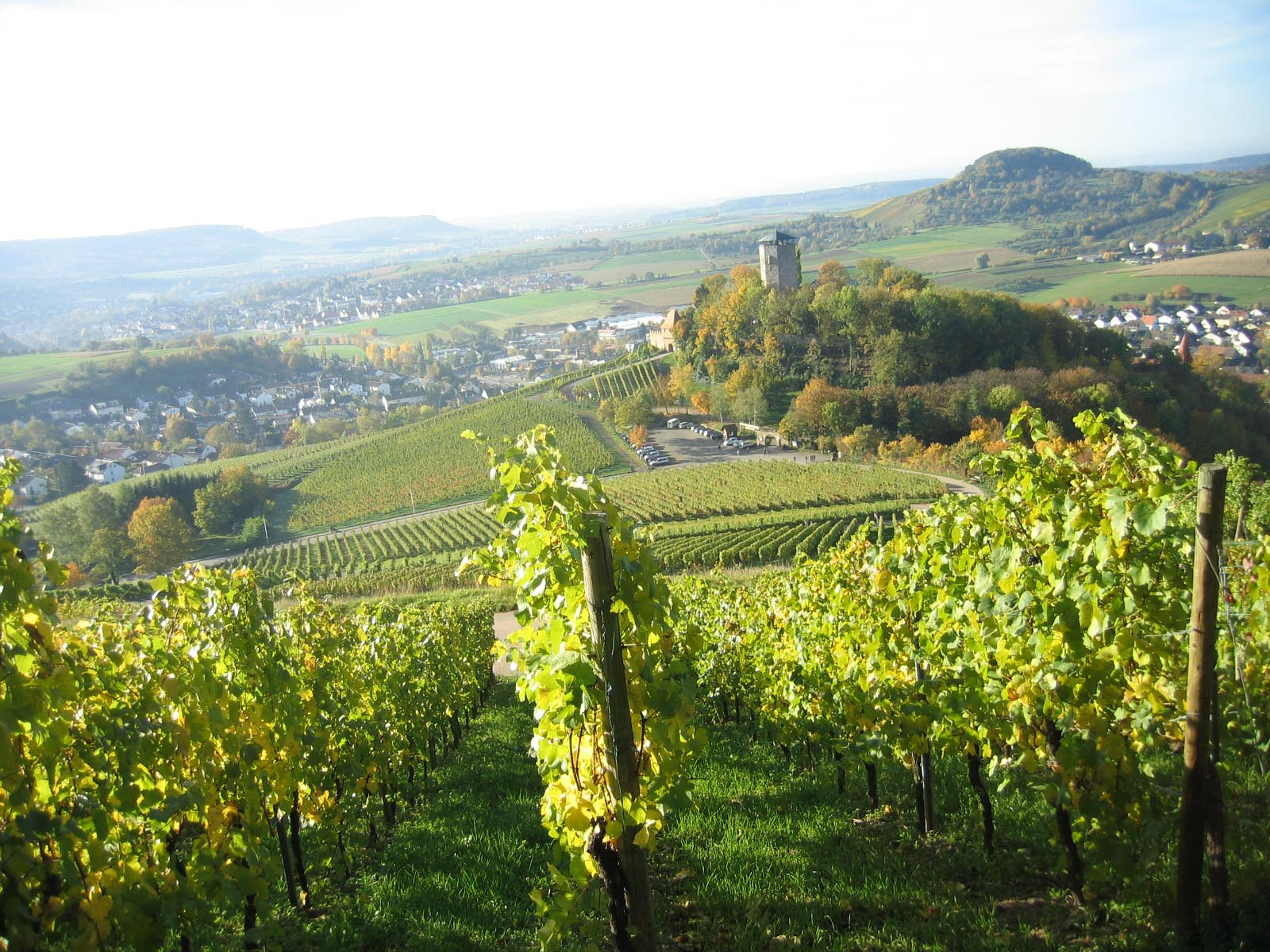
郊外のブドウ畑から見下ろすホーエンバイルシュタイン城とバイルシュタインの町並み

### ブドウ栽培
バイルシュタイン郊外は、ブドウ栽培で知られている。主にリースリング種、トロリンガー種、レムベルガー種が合わせて約200haの畑で栽培されている。1966年から1980年のブドウ畑の耕地整理の時代に120haのブドウ畑が新たに創出された。この地域は、ヴュルテンベルク・ウンターラント地方ヴンネンシュタイン大地区に属す。ブドウ栽培は、近年まで住民の主な収入源であった。

### 交通
バイルシュタインは、マールバッハ・アム・ネッカーからハイルブロン南駅までを結ぶ狭軌のボットヴァールタール鉄道沿いに位置していた。この鉄道は、1968年に廃止された。この路線を走っていた蒸気機関車は、「Entenmörder」（カモ殺し）の愛称で呼ばれていた。バイルシュタインへは、マールバッハからVVSの、ハイルブロンからH3NVのバス路線がそれぞれ通じている。

### メディア
バイルシュタインでの出来事は、日刊紙 Heilbronner Stimmeの南東部版 (SO) 、Marbacher Zeitung/Bottwartalbote（Stuttgarter Nachrichtenの特別版）あるいは Ludwigsburger Kreiszeitungに掲載される。毎週金曜日には、バイルシュタイン市が編集しているコミュニティ紙が発刊されている。

### 公共機関
バイルシュタインには、汚水処理場とリサイクル施設がある。

## 人物

### 出身者
- フランツ・ヨーゼフ・ダミアン・ユンクハンス (1800 - 1870) 1848年から1849年のバーデン革命に加わった政治家

### その他のゆかりの人物
- ハンス・プルマン (1880 - 1966) 画家。1914年から1916年まで「下の城」に住んだ。
- ペーター・ヤーコプ・ショーバー (1897 - 1983) 画家。40年間ビレンスバッハ地区に住んだ。
- ローター・シュペット (1937 - ) バーデン＝ヴュルテンベルク州首相。